# Howarth-Gletscher
Der Howarth-Gletscher ist ein kleiner Gletscher im Südosten der westantarktischen James-Ross-Insel. Er fließt in südsüdöstlicher Richtung entlang der Westflanke des Felsmassivs The Watchtower und mündet östlich des Roundel Point in die Admiralitätsstraße. 
Das UK Antarctic Place-Names Committee benannte ihn 1995 nach Richard Kingsley Howarth (* 1932), Paläontologe am Natural History Museum von 1980 bis 1992 und Verfasser des 21. wissenschaftlichen Berichts des Falkland Islands Dependencies Survey zur Alexander-I.-Insel.